# Antoine Durand de Corbiac
Pour les articles homonymes, voir Antoine Durand (homonymie) et Durand.
Antoine Durand de Corbiac est un homme politique français né le 23 novembre 1777 à Bordeaux et mort le 5 mai 1842 à Paris.

## Famille
La famille Durand de Corbiac est une famille d'ancienne  bourgeoisie originaire de Guyenne. Son auteur est Joseph Durand (né avant 1747, mort avant 1802), négociant, bourgeois de Bordeaux.

## Biographie
Entré dans l'armée sous la Révolution, Antoine Durand de Corbiac s'installe ensuite comme industriel et négociant. Maire de Bergerac, conseiller général, président du tribunal de commerce, il est député de la Dordogne de 1837 à 1842, siégeant dans la majorité soutenant les ministères de la Monarchie de Juillet.

## Sources
- « Antoine Durand de Corbiac », dans Adolphe Robert et Gaston Cougny, Dictionnaire des parlementaires français, Edgar Bourloton, 1889-1891 [détail de l’édition]